# State Radio
State Radio é uma banda estado-unidense de rock alternativo, da cidade de Sherborn no estado de Massachusetts. Tendo como integrantes: Chadwick Stokes Urmston (Vocais e guitarra) e Chuck Fay (baixo). O primeiro álbum da banda, Us Against the Crown, foi lançado em Dezembro de 2005, seguido em 2007 por Year of The Crow. Em 2009 e 2012, foram lançados Let It Go e Rabbit in Rebellion, respectivamente. 

## História
State Radio é uma banda atualmente baseada em Boston (também no estado de Massachusetts). Que tem como principal cantor e compositor Chad Urmston e Chuck Fay como baixista. A maior parte das músicas da banda trata de problemas sociais e políticos e pode ser musicalmente descrita como uma combinação de reggae, punk e rock.
Urmston, quem saiu da banda Dispatch no alto de sua popularidade em 2002, formou a State Radio mais tarde naquele mesmo ano. Focando exclusivamente na guitarra e nos vocais, ele trouxe para a banda como segundo guitarrista Pete Halby, o baixista Chuck Fay e o baterista Mike Greenfield. Juntos lançaram o primeiro EP da banda Flag of the Shiners ainda em 2002. Durante parte de 2003 a banda ficou temporariamente em hiatus enquanto Chad Urmston se recuperava de uma cirurgia na garganta. Eles voltaram à ativa em 2004 com um novo baterista, Brian Sayers e sem o segundo guitarrista Pete Halby. Em março de 2004,lançam o segundo EP, Simmer Kane. Em dezembro do ano seguinte, finalmente chega às lojas o primeiro CD, Us Against the Crown, depois de alguns meses em uma turnê para divulgar o novo álbum, o baterista Brian Sayers é substituído por Mike Najarian. Este último que também deixou a banda em setembro de 2013. E apesar de a banda continuar sem baterista em 2014, disseram que estão "seguindo em frente".  
Os dois outros CDs que vieram depois (Year of The Crow e Let it Go) se destacaram pelas letras baseadas nas preocupações dos integrantes com problemas políticos e sociais, o que foi reforçado pela participação dos mesmos em protestos e/ou ajudando as comunidades por onde passavam durante as respectivas turnês. Parte da turnê de 2010, para divulgar o álbum Let It Go, foi feita na Europa, apesar de a maior parte dos shows terem sido nos EUA. 
O quarto álbum da banda, Rabbit In Rebellion, foi lançado em Outubro de 2012. Segundo o vocalista da banda este último álbum possui mais rock do que os outros já lançados, que na maior parte tinham muita influência do reggae. 

## Ativismo
Em 2008, Chadwick Stokes criou, junto com sua mulher Sybil Gallagher, o grupo ativista Calling All Crows, para ajudar mulheres pobres de países como Afeganistão e Sudão. 

## Discografia
| Álbum                | Ano  |
| -------------------- | ---- |
| Us Against The Crown | 2005 |
| Year of The Crow     | 2007 |
| Let it Go            | 2009 |
| Rabbit Inn Rebellion | 2012 |